# ナナメウエ
株式会社ナナメウエ（英: nanameue, Inc.）は、650万人を超える登録者をもつ（2023年1月時点）SNSである「Yay!」の企画、開発、運営を行う日本のベンチャー企業。
本社は東京都港区に置き、タイのバンコクに支社がある。2013年5月設立。

## 概要
2013年5月に設立され、2013年9月にスライドショーを作成できるiPhoneアプリSlideStoryをリリース。iTunesにてグローバルフューチャーされた後、2013年12月にSkyland VenturesとEast Venturesを相手に第三者割当増資を実行。3000万円を調達し開発を加速する。
SlideStoryを開発していた際の課題は毎日使ってもらえないことであり、休日の利用のみでなく日常生活で動画を楽しむことが出来るように考案されたショートムービーアプリLilyを2014年12月にリリース。このアプリが後のコミュニティサービスの基礎となる。
日常生活の動画を推し進めていく中、同時期にリリースされていたVineやMixChannelなど高品質なライバルアプリに苦戦。学生専用SNS『ひま部』を2015年5月にリリースし、2019年12月31日をもってサービスを終了させた。
現在は、「すべての人に居場所を」をコンセプトに、趣味が合う人とつながり、様々なコミュニティ運営やグループ通話をしながらの雑談やゲームを楽しむことができる『Yay!』を中心としたコミュニティサービスを開発・運用している。

## 事業内容

### コミュニティサービス
- アプリの開発と運用

### AI関連サービス
- コミュニティの運用自動化サービス
- SNSマーケティングの自動化サービス

## 主なサービス
- Yay! - 全年齢向けの匿名SNSアプリ[13]
- DataWow - ナナメウエが抱えるSNSの投稿資産・ユーザー資産をAIが分析解析し、コミュニティ運用を自動化するためのサービス[14]
- Posmoni - コンテンツモデレーションAPIプラットフォーム[15]

## 事業所
- 本社：東京都港区赤坂8-12-14 UIW 乃木坂 3F
- バンコク支店： 725 Metropolis Building 10th Floor, Unit 1001, Sukhumvit Road, Khlong-Ton Nuea, Wattana, Bangkok, Thailand